# Assyrer (Gegenwart)

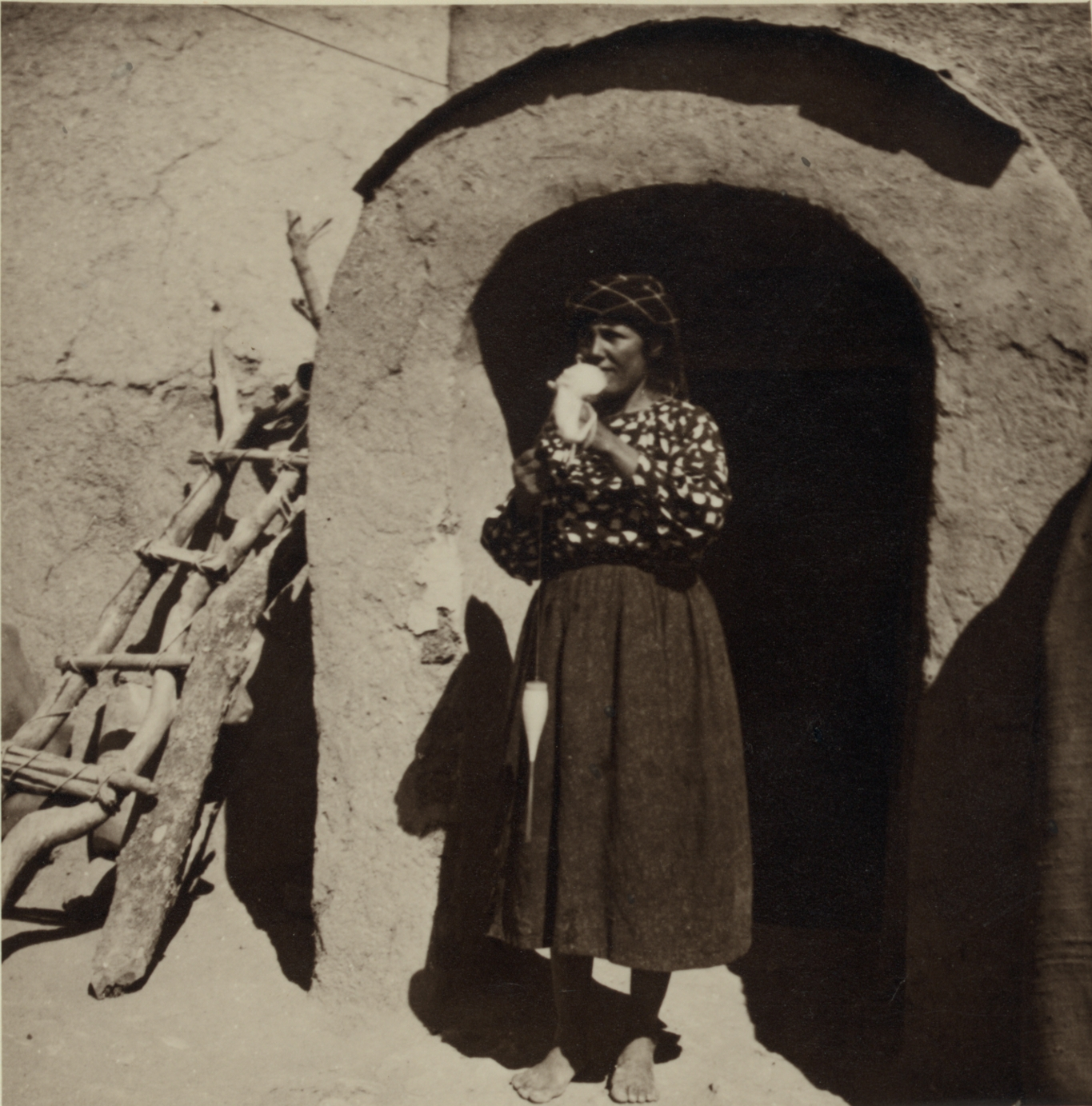
Assyrische Frau in Tell Tamer am Flusse Chabur (Chabur-Assyrerin) spinnt Wolle. (1939)

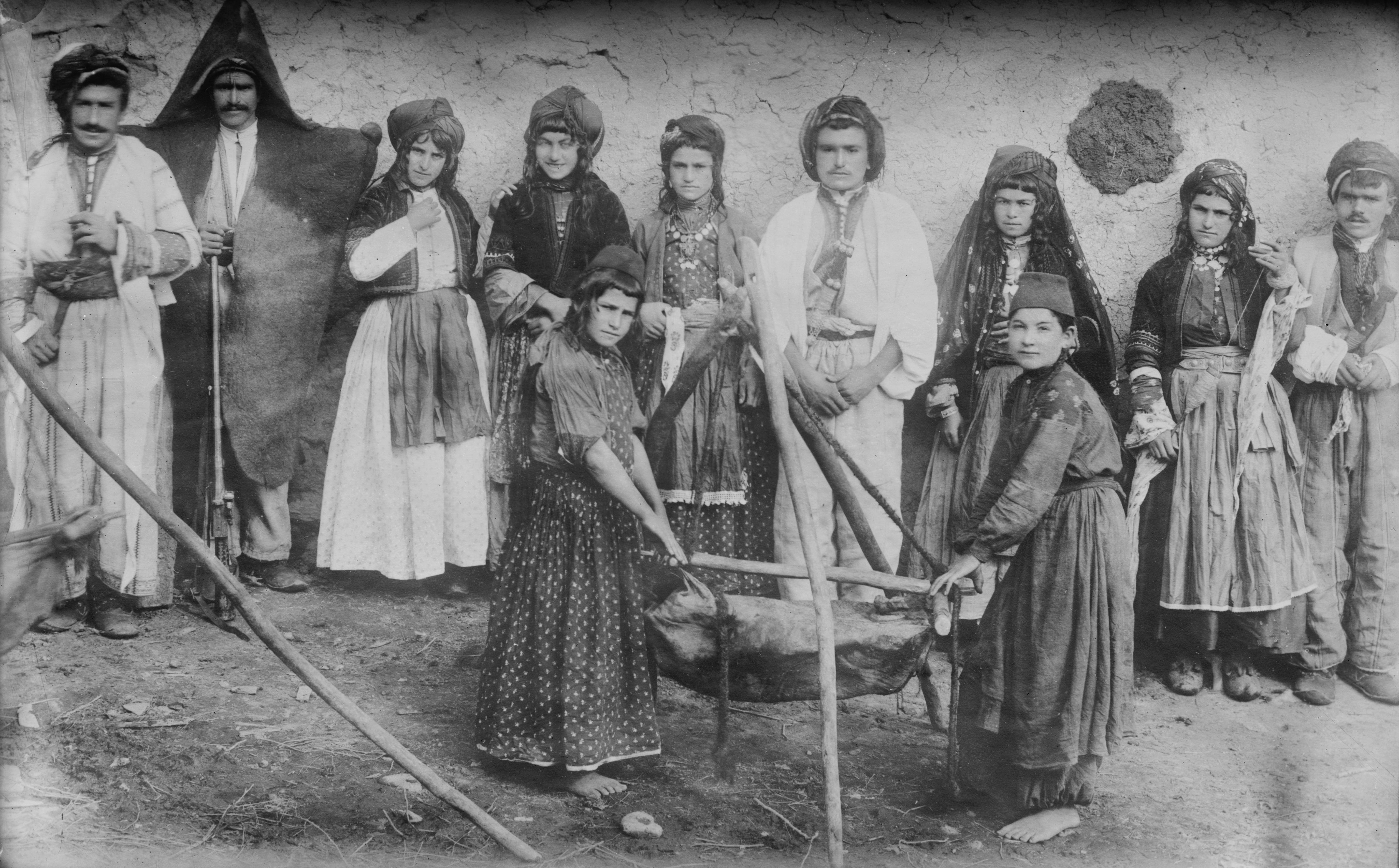
Assyrische Familie in Mavana beim Buttern

Assyrer sind eine Syrisch-Aramäisch (auch bekannt als Surayt-Assyrisch) sprechende ethnische Minderheit im Nahen Osten. Sie sind Semiten und gehören hauptsächlich dem syrischen Christentum an. Ihre ursprünglichen Siedlungsgebiete liegen in Nordmesopotamien, was heute dem nördlichen Irak, dem nordöstlichen Syrien, der südöstlichen Türkei sowie dem nordwestlichen Iran entspricht. Durch Auswanderung und Flucht lebt ein beachtlicher Teil des assyrischen Volkes in der westlichen Diaspora. Entsprechend der Bezeichnung als „Syrer“ (Suryoye, Suroye und Suraye) werden sie von den Arabern Suriani oder Aschuri'in und von den Persern Aschuri und den Türken Süryaniler genannt. Die Bezeichnung „Syrisch“ bezieht sich nicht auf die heutige Republik Syrien, sondern auf die syrische Tradition des Christentums.

## Religion

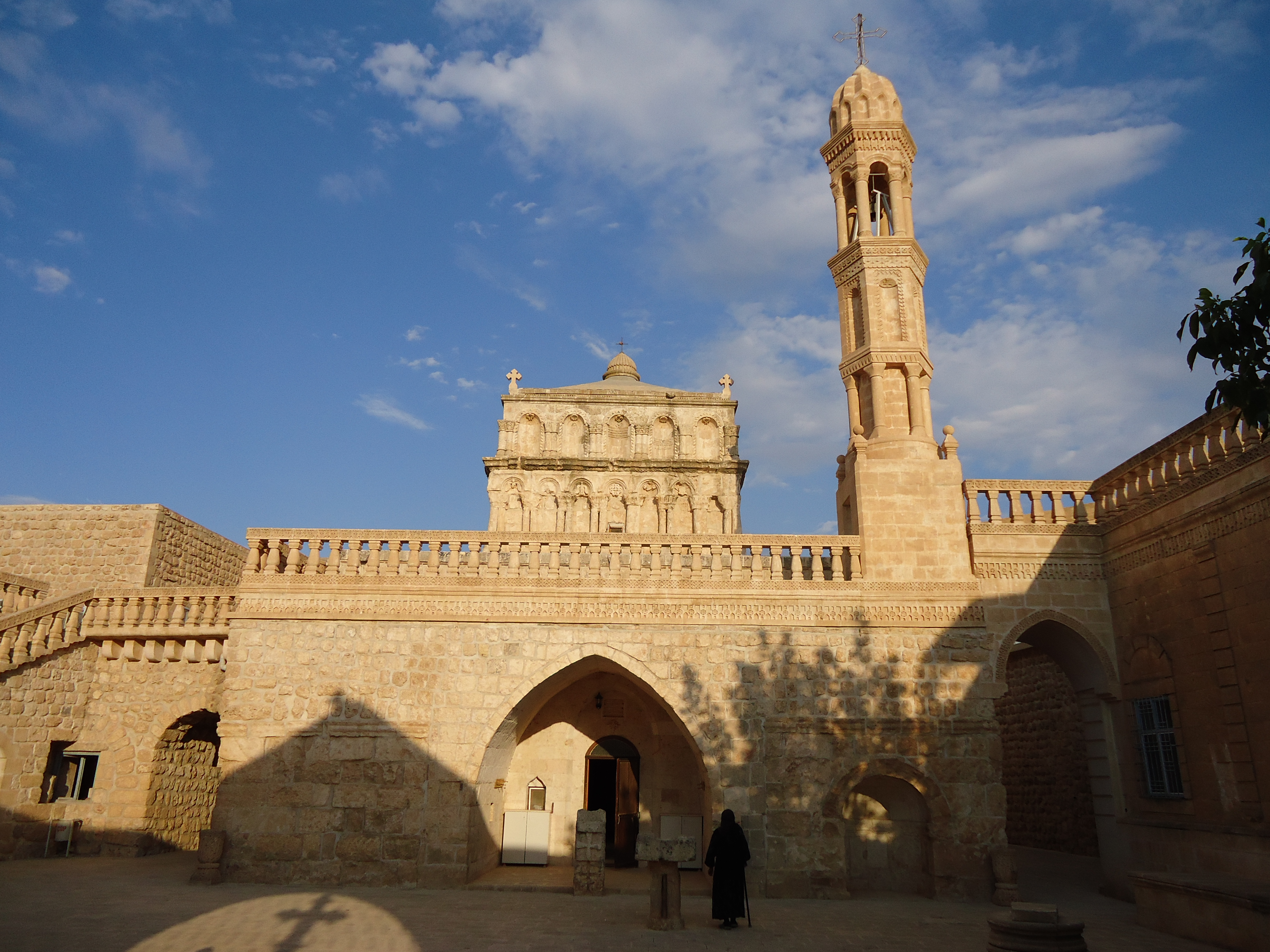
Das Syrisch-Orthodoxe Mutter-Gottes-Kloster in Hah im Tur-Abdin. Errichtet wurde das Gotteshaus in der Spätantike.

Die Assyrer sind ein indigenes Volk Mesopotamiens, welches als eines der ersten Völker überhaupt das Christentum annahm. Im Laufe der Zeit haben diese Anhänger des syrischen Christentums diverse Ostkirchen (Ecclesiae Orientales) gegründet. Hierbei handelt es sich um vorreformatorische Kirchen des östlichen Christentums. Die nestorianische Assyrische Kirche des Ostens, die unter Katholikos-Patriarch Mar Dinkha IV. als weltweit einzige Kirche katholischen Typs (neben protestantischen Gruppen) das „Assyrisch“ in ihren Namen aufgenommen hat (in der Metropolie von Indien gewöhnlich nicht benutzt), wird zum ostsyrischen Ritus gezählt. In einem weiteren Sinn werden als Assyrer alle Christen syrischer Tradition, d. h. einschließlich der assyrischen Altkalendarier (= Alte Kirche des Ostens unter Katholikos-Patriarch Mar Gewargis III. Younan), der Angehörigen der mit Rom unierten Chaldäisch-katholischen Kirche, auch der Syrisch-Orthodoxen Kirche und der Syrisch-Katholischen Kirche sowie protestantisch oder russisch-orthodox missionierten Gruppe assyrischer Christen bezeichnet, nicht aber die ursprünglich ebenfalls nestorianischen, seit dem 16./17. Jahrhundert aber zum größeren Teil syrisch-orthodoxen, nach westsyrischem Ritus lebenden indischen Thomaschristen. In der Summe werden die syrischen Christen auch „Aramäer“, „Assyro-Chaldäer“ und „Chaldo-Assyrer“ genannt. Im weitesten Sinn werden als Assyrer jene Christen bezeichnet, deren traditionelle Gottesdienstsprache das Aramäische ist, ohne Rücksicht auf ihre konfessionelle, staatliche oder sonstige Zugehörigkeit (und zum Teil gegen den erklärten Willen einzelner Gruppen und Kirchenleitungen): So bezeichnet gemäß dem früheren Patriarchen der Chaldäisch-katholischen Kirche, Raphael I. Bidawid, „chaldäisch“ spezifisch die mit Rom unierte Konfession, während „assyrisch“ eine von der Konfession unabhängige ethnische Kategorie sei. Demgegenüber wird teilweise vorgeschlagen, mit „assyrisch“ nur die Kirche nestorianischer Konfession zu bezeichnen und „ostsyrisch“ oder „assyro-chaldäisch“ als übergeordnete Kategorie zu verwenden. Dies zeigt, wie schwierig die terminologischen Unterscheidungen bei einer ethnisch-religiösen Gruppe sind.
Am 16. Dezember 2022 kam es zu einem erstmaligen Treffen von fünf Kirchenoberhäuptern des syrischen Christentums. Auf Einladung des Syrisch-orthodoxen Patriarchen Mor Ignatius Ephräm II. Karim trafen sich im libanesischen Atchaneh die Patriarchen verschiedener syrischer Kirchen. Anwesend waren Mar Awa III, Katholikos-Patriarch der Assyrischen Kirche des Ostens, Mor Ignatius Joseph III. Younan, Patriarch der Syrisch-katholischen Kirche, Mor Bechara Boutros al-Rahi, Patriarch der Syrisch-Maronitischen Kirche sowie via Videokonferenz zugeschaltet Mar Louis Raphaël I Sako, Patriarch der Chaldäisch-katholischen Kirche. In einer gemeinsamen Erklärung, die nach dem Treffen veröffentlicht wurde, betonten die Kirchenführer, „dass wir ein Volk mit einem gemeinsamen [syrischen] Erbe sind […] trotz der Vielzahl unserer Kirchen und der Vielfalt unserer apostolischen Traditionen“.

## Sprache

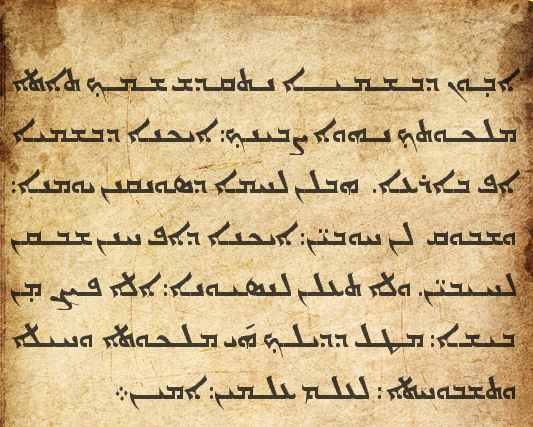
Das Vaterunser in aramäischer Sprache

Die Sprache der Assyrer ist linguistisch als Neu-Ostaramäisch einzuordnen und gehört zu den semitischen Sprachen. Die Assyrer benutzen dabei folgende zwei neu-ostaramäische Formen: einerseits das west-syrische Surayt (auch bekannt als Turoyo), andererseits das ost-syrische Suret (auch bekannt als Swadaya). Gemäß Geoffrey Khan sowie anderen Linguisten finden sich in beiden Formen viele Spuren des Akkadischen. Eigensprachlich bezeichnen sich die Assyrer im Westsyrischen als Suroye oder Suryoye und im Ostsyrischen als Suraye. Nach dem Orientalisten und Semitisten Shabo Talay sprechen heute noch ca. 250.000 Assyrer das westsyrische Surayt. Die Plattform Ethnologue beziffert die Sprecher des ostsyrischen Suret weltweit auf ca. 830.000.
Die Benennungen „Suryoye“ oder „Suroye“ haben beide ihren Ursprung im Begriff „Assyrer“. Über die symbiotische Verbindung zwischen den Begriffen „Assyrer“ und „Suryoye/Suroye“ besteht heute ein wissenschaftlicher Konsens.
| Ost-Aramäisch    | Ost-Aramäisch |
| ---------------- | ------------- |
| Neu-Ostaramäisch |               |
| West-Syrisch     | Ost-Syrisch   |
| Surayt/Turoyo    | Suret/Swadaya |

## Geschichte
Die Bezeichnung einer heutigen Gruppe von Ostchristen als Assyrer soll seit mindestens 1612 belegt sein. In der Chronik der karmelitischen Mission in Persien (Chronicle of the Carmelites in Persia) nennt Papst Paul V. in einem Brief an den persischen Schah Abbas I. (1571–1629) vom 3. November 1612 die syrisch-orthodoxen Jakobiten Assyrer: „Besonders jene, welche Assyrer oder Jakobiten genannt werden und in Isfahan leben, werden gezwungen sein, ihre eigenen Kinder zu verkaufen, um die von Ihnen auferlegte Steuerlast bewältigen zu können, wenn Sie sich ihrer nicht erbarmen.“
In ihrem weitesten Sinn ist die Bezeichnung Assyrer meist gleichbedeutend mit dem Begriff Aramäer und nicht weniger umstritten als dieser Begriff. Die bestehende Konkurrenz der Namen führt zu Auseinandersetzungen, da sie auch politisch und konfessionell eingefärbt ist. Die Spaltung der syrischen Christenheit in rivalisierende Konfessionen und Kirchenorganisationen wird von einigen ihrer Angehörigen zugleich als Teilung des einen mesopotamischen Christenvolkes erlebt. Die Anstrengungen um dessen Einigung und Festigung zeigen in Heimat wie Diaspora ein breites, nicht immer spannungsfreies Spektrum von religiös-kirchlichen bis politisch-säkularen Initiativen. Die Benennung von Christen als Assyrer kann mit allgemein- oder kulturpolitischen Zielen einhergehen und mit unterschiedlichen Hypothesen über die ethnische Herkunft dieser Personengruppe verbunden sein, wie die Ableitung von den Assyrern des Altertums.

### Völkermord und Verfolgung

Schlagzeile in der Washington Times vom 26. März 1915 über den Völkermord an den Assyrern.

Im Schatten des Ersten Weltkriegs ereignete sich 1915 der Völkermord an den Armeniern. Dieser Völkermord betraf nicht nur die Armenier, sondern auch die syrischen Christen bzw. Assyrer. Organisiert, verübt und ausgeführt wurde der Genozid im Osmanischen Reich unter der Herrschaft der Jungtürken und wäre ohne die breite Unterstützung von einigen kurdischen Lokalfürsten und deren Familienclans nicht machbar gewesen. Die Angaben über die Anzahl der getöteten Syrer unterschiedlicher christlicher Konfessionen, die der systematischen Verfolgung in Mesopotamien zum Opfer fielen, schwanken von 100.000 bis 250.000. Dieses Verbrechen gegen die Menschlichkeit wurde von diversen Parlamenten in Form von Resolutionen als Völkermord eingestuft. Die Parlamente folgender Staaten haben dabei die Assyrer schriftlich explizit auch als Opfer des Genozides von 1915 erwähnt: Schweden, Niederlande, Armenien, Österreich, Deutschland, Frankreich sowie die Vereinigten Staaten von Amerika.
Nachdem Shimun XXI., Katholikos-Patriarch der Assyrischen Kirche des Ostens, im Ersten Weltkrieg ein Kriegsbündnis mit Russland geschlossen hatte, um die Unabhängigkeit der Assyrer-Stämme vom zerfallenden Osmanischen Reich zu erreichen, musste er mit zahlreichen Assyrern aus dem Gebiet von Hakkari in Südostanatolien zunächst in das Gebiet um Urmia (im Nordwesten des heutigen Iran) fliehen und, nach dem Rückzug der russischen Truppen von dort und dem Fall von Urmia, mit den Überlebenden 1918 in den Irak. In den Kämpfen und Flüchtlingstrecks verloren Tausende ihr Leben (siehe Kapitel: Gegenwart). Die eine andere Politik verfolgende Chaldäisch-katholische Kirche mit Abraham Shimonaya wurde von den Ereignissen in Mitleidenschaft gezogen, konnte sich in ihren traditionellen Siedlungsgebieten jedoch weithin halten.

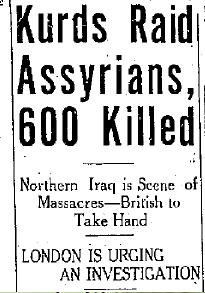
Die Schlagzeile vom 18. August 1933 in der Tageszeitung The Lethbridge Herald handelt vom Simele-Massaker an den Assyrern.

Nach dem Krieg siedelte Großbritannien assyrische Flüchtlinge in den irakischen Städten Mosul und Kirkuk sowie bei Bagdad wieder an. Mehr noch, aus vertriebenen Assyrern gebildete Hilfstruppen, die Levi Rifles, halfen der britischen Armee und der Royal Air Force im Krieg, in der Hoffnung auf Wiedergründung eines autonomen assyrischen Staates in den alten Siedlungsgebieten oder deren Nähe. Als wichtigstes Anhängsel der britischen Mandatsmacht waren Assyrer nach der formalen Unabhängigkeit Iraks 1932 und dem Abbau der britischen Truppenpräsenz verstärkt der Verfolgung durch die muslimischen Völker Iraks ausgesetzt. Viele assyrische Familien flohen nach Syrien, wurden aber von der dortigen Mandatsmacht Frankreich wieder zurückgeschickt. Der zurückkehrende Flüchtlingszug wurde 1933 in Kirkuk von der irakischen Armee überfallen, hunderte Assyrer (auch Frauen und Kinder) getötet. Daraufhin kam es zu aufstandsähnlichen Unruhen in Mosul und Kirkuk, die Assyrer griffen zu den Waffen und griffen ihrerseits die irakischen Truppen an. Die irakische Armee unter ihrem kurdischstämmigen Oberbefehlshaber Bakr Sidqī schlug in einer nationalistischen Kampagne den Aufstand im Sommer 1933 nieder, Großbritannien griff nicht ein. Die städtische arabische Bevölkerung sowie kurdische Familienclans begrüßten diese Abrechnung. Der Irak-Experte Sluglett gab jedoch zu bedenken, dass „die meisten (Assyrer), die 1933 in den gegen sie gerichteten Operationen der Armee getötet wurden, Untergebene der Levies und nicht die Levies selbst“ waren. Der größte Erfolg der Armee sei im Grund ein Massaker an unbewaffneten Dorfbewohnern gewesen, die in der Polizeistation von Semile (Provinz Dahuk) Schutz gesucht hatten. Seitdem befindet sich in Semile (Sumail) eine assyrische Märtyrerkirche, die an das Massaker von Semile erinnert.
Im Sommer 1933 wurden daraufhin in pogromartigen Angriffswellen über 60 christlich assyrische Dörfer im Nordirak von regulären irakischen Truppen sowie kurdischen Freischärlern angegriffen und zerstört. Daraufhin wurden zwischen dem 11. und dem 16. August in Mossul und Dohuk Tausende assyrische Frauen, Männer und Kinder ermordet, dabei fanden unzählige Vergewaltigungen an Frauen und Mädchen statt. Noch bis zum Ende des Monats August kam es immer wieder zu Übergriffen, die Opferzahl unter den christlichen Assyrern betrug 9.000.
Katholikos-Patriarch Shimun XXIII. der Assyrischen Kirche des Ostens und ein Teil der assyrischen Anführer forderten, unter anderem vor dem Völkerbund in Genf, ein geschlossenes Siedlungsgebiet für ihr Volk mit weitreichender Autonomie, kamen mit ihrer Forderung jedoch nicht durch. Der Patriarch musste mit seiner Familie den Irak verlassen, ließ sich in den USA nieder und konzentrierte sich schließlich auf seine kirchlichen Aufgaben.
Die Mehrheit der assyrischen Christen lebt heute – aufgrund von Unterdrückung und Vertreibung in ihrer angestammten Heimat Mesopotamien – in der westlichen Diaspora, insbesondere in Europa, den USA und Australien. Die damalige Sowjetunion zählte noch 1990 rund 26.000 ethnische Assyrer (russisch Ассирийцы / Assirijzy), die vorwiegend in den kaukasischen Republiken, sowie in Moskau und Leningrad (Sankt Petersburg) lebten. Diese nestorianischen und jakobitischen Assyrer stammen aus der Gegend um den Urmia-See im Iran, von wo aus sie wegen Verfolgung im 19. Jahrhundert ins Russische Reich, und nach dem Zweiten Weltkrieg in die Sowjetrepubliken emigrierten.

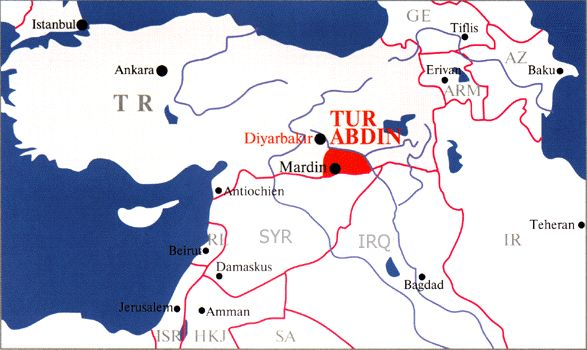
Der Tur Abdin gilt als historisches Siedlungsgebiet der Assyrer.

In den alten Siedlungsgebieten in Hakkari und im Tur Abdin in der heutigen Südosttürkei gibt es wegen starker Ab- und Auswanderung nur noch um die 4.000 Assyrer, welche fast ausschließlich der Syrisch-Orthodoxen Kirche angehören. Tur Abdin ist aramäisch für „Berg der Knechte [Gottes]“, das Kalksteingebirge in Nordmesopotamien ist eines der wichtigsten Zentren des Urchristentums. Seit dem vierten Jahrhundert bekennen sich die Assyrer in dieser Region zum Christentum. Klöster wie das 397 erbaute Mor Gabriel sind lebendige Kulturerben dieser eindrücklichen Region.
Im Nordirak, in der Ebene von Mosul und im Großraum Bagdad, in der Umgebung der nordwestiranischen Stadt Urmia sowie in Nordost- und Zentralsyrien gibt es jedoch noch assyrische Gemeinden.
In jüngster Zeit sind die Assyrer in ihrer Heimat im Nordirak wieder verstärkt in Konflikt mit den Kurden geraten. Kurdenführer Barzani hatte ihnen 1971 vorgeworfen, in Kirkuk die vom irakischen Regime forcierten Ansiedlungen von Arabern zu unterstützen, um die dort lebenden Kurden zu unterminieren. Seit den Siegen der US-Alliierten und kurdischer Hilfswilliger über das irakische Regime 1991 und 2003 klagen Assyrer in Kirkuk über eine Vertreibungspolitik der Kurden, die Kirkuk zur Hauptstadt ihrer autonomen Region machen wollen. Nach Angaben assyrischer politischer und gesellschaftlicher Organisationen sowie christlicher Kirchen leiden chaldo-assyrische Christen auch in der Ninive-Ebene (in der sie die Bevölkerungsmehrheit darstellen) und der Stadt Mosul in der Provinz Ninawa unter ähnlichen Repressalien.
Der damalige Krieg im Irak machte nach Mitteilung chaldäisch-katholischer Bischöfe die dortige Lage der Christen immer bedrohlicher. Nach Schätzung des damaligen Weihbischofs Andreos Abouna († 27. Juli 2010)  waren von vormals 1,4 Millionen Christen nur noch 600.000 in ihrer irakischen Heimat verblieben. Der damalige Erzbischof Louis Sako von Kirkuk teilte mit, lediglich im Kurdengebiet sei die Situation noch erträglich: „Es gibt dort Städte. in denen sich die Zahl der Christen innerhalb von drei Jahren verdoppelt hat“. Der Anteil der Christen im Irak belief sich nach Schätzungen des CIA World Fact Book Mitte 2015 nur noch auf 0,8 %. Der ethnische Anteil der Turkmenen, Assyrer und weiterer Minderheiten an der Gesamtbevölkerung wurde mit 5 % angegeben.

## Assyrische Flagge

Die assyrische Flagge (entworfen 1968; angenommen 1971)

Die assyrische Flagge hat ihren Ursprung in der Darstellung des Sonnengottes Schamasch, auf der die Sonnenscheibe auf einem Altar steht. Der goldene Kreis in der Mitte stellt die Sonne dar, die mit ihren Flammen Hitze und Licht erzeugt, um die Lebewesen der Erde aufrechtzuerhalten. Der Stern, der die Sonne umgibt, symbolisiert das Land, die hellblaue Farbe symbolisiert Gelassenheit. Die wogenden Streifen repräsentieren die drei Hauptflüsse des assyrischen Heimatlandes: der Tigris, der Euphrat und der große Zab. Die dunkelblauen Streifen stehen für den Euphrat. Die roten Streifen stehen für Courage, Herrlichkeit und Stolz, sie repräsentieren den Tigris. Die weißen Linien zwischen diesen zwei großen Flüssen repräsentieren den großen Zab, die weiße Farbe symbolisiert Frieden. Einige interpretieren die roten weißen und blauen Streifen als die Wege, die die zerstreuten Assyrer zurück zu ihrem Heimatland ihrer Ahnen zurückführen werden.
Über der assyrischen Flagge ist der Gott der Assyrer Aschur aus vorchristlicher Zeit zu sehen.

## Der assyrische Adler
Die Assyrer führten früher den assyrischen Adler ein, welcher allerdings anstatt der Sonne den Kopf des assyrischen Gottes Assur zeigt. Oft wird dabei im Hintergrund ein Stern dargestellt, was als „Geistiges Kreuz“ interpretiert wird und den Namen Jesu repräsentiert.

## Diaspora

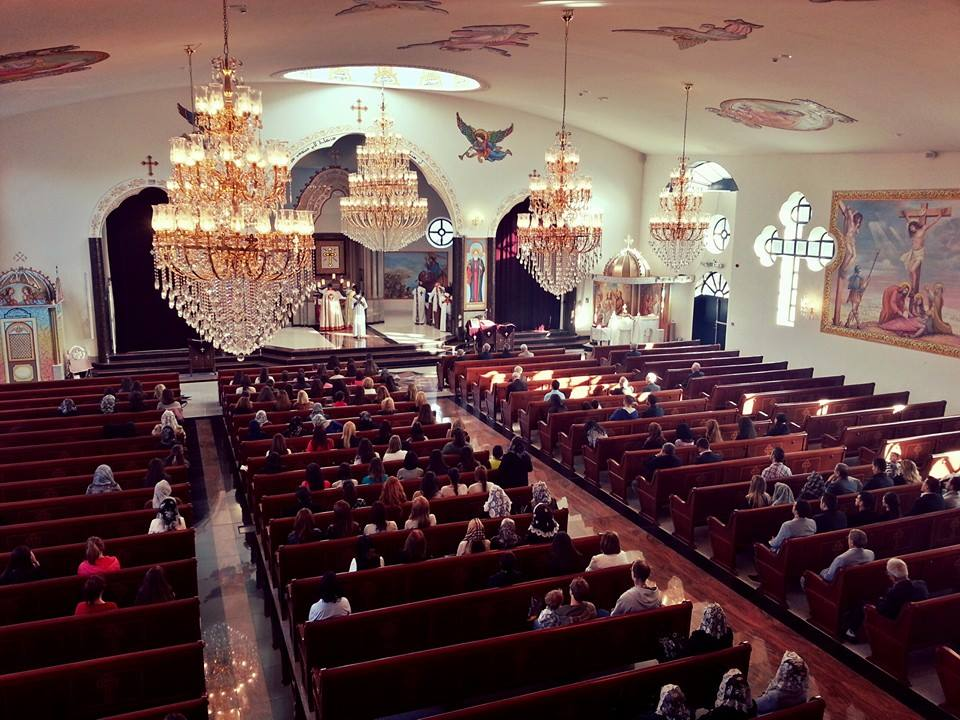
Syrisch-Orthodoxe Kathedrale St. Jakob von Nisibis in der Schwedischen Provinz Stockholms län

Aufgrund von Verfolgung, Repression und Unterdrückung in ihrer alten Heimat Mesopotamien, leben die meisten Assyrer heute in der westlichen Diaspora.

### Naher Osten
Ab 1915 gab es auch eine assyrische Gemeinde in Aserbaidschan. Die meisten Assyrer in Aserbaidschan wurden 1949 in die Oblast Tomsk nach Russland zwangsumgesiedelt. In Armenien leben heute ca. 6.000 Assyrer, die Mehrheit davon in den folgenden Dörfern: Arzni, Verin Dvin, Dimitrov sowie Nor Artagers. Sie sind die Nachkommen von Flüchtlingen der verschiedenen Verfolgswellen wie während des Russisch-Persischen Krieges von 1826 bis 1828 oder während des Völkermordes an den Assyrern von 1915.

### Europa
Nach Angaben der Assyrischen Konföderation von Europa leben 500.000 Assyrer in Westeuropa, davon 135.000 in Deutschland und 100.000 in Schweden. Weitere Staaten mit einer assyrischen Gemeinde sind: Belgien, Frankreich, Schweiz, Niederlande, Vereinigtes Königreich, Dänemark, Spanien und Österreich. Die Mehrheit der Europäer mit assyrischen Wurzeln gehört der Syrisch-Orthodoxen Kirche von Antiochien an.

### Nordamerika
Die ersten Gruppen assyrischer Emigranten erreichten den US-Bundesstaat New Jersey in den 1910er Jahren. Sie kamen hauptsächlich aus Diyarbakır. So entstand die erste Syrisch-Orthodoxe Kirche in den USA in West Hoboken (heutiges Union City) in New Jersey. In den Vereinigten Staaten von Amerika leben heute über 120.000 Assyrer, viele von ihnen haben sich in der Metropolregion Detroit niedergelassen. Die ersten Assyrer emigrierten 1902 nach North Battleford in Kanada. Heute beheimatet Kanada etwa 25.000 Assyrer, die meisten wohnen in Toronto, Hamilton und Ottawa.

### Australien/Ozeanien
Seit den 1960er Jahren hat Australien eine assyrische Gemeinde. Ein beachtlicher Anteil der rund 40.000 Australier mit assyrischen Wurzeln lebt in einem westlichen Vorort von Sydney namens Fairfield. Neuseeland beheimatet heute ca. 6.000 Assyrer, wovon knapp zwei Drittel in der Wellington Region zu Hause sind.

## Neujahrsfest

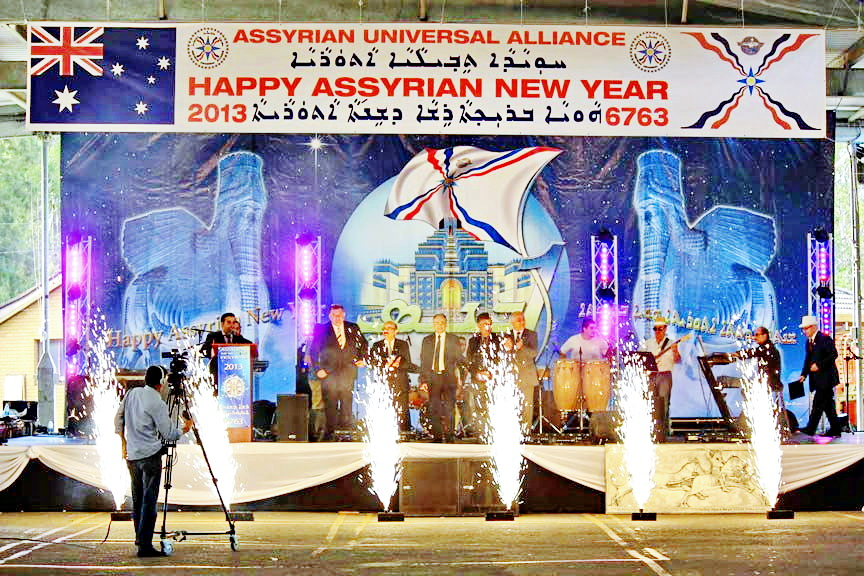
Das assyrische Neujahrsfest im australischen Fairfield (westlicher Vorort von Sydney).

Aufgrund des Assyrischen Kalenders, feiern die Assyrer jährlich jeweils am 1. April das neue assyrische Jahr. Dieses Fest wird als Akitu oder „Ha b’Nison“ bezeichnet und weltweit in Form eines Familienfestes zelebriert. Akitu steht symbolisch für einen Neuanfang, die Aussaat sowie für den Geist und das Leben neue Kraft und Hoffnung zu schöpfen.

## Medien
Zu den Fernsehsendern, die sich an Assyrer richten und über Internet oder Satellit empfangbar sind, gehören: Assyria TV (Södertälje, Schweden), Suroyo TV (Södertälje, Schweden), Suryoyo Sat (Södertälje, Schweden), ANB Sat (San Jose, USA), KBSV-TV 23, AssyriaVision (Ceres, USA) und Ishtar TV (Ankawa, Irak).

## Sport
Die mit Abstand beliebteste und am meisten verbreitete Sportart unter den Assyrern ist der Fußball. Dies gilt sowohl für die mesopotamische Heimat der Assyrer als auch für die assyrische Diaspora. In Schweden zum Beispiel haben es gleich zwei Mannschaften zwischenzeitlich in die höchste Fußballliga geschafft. Sowohl der Fußballverein Assyriska FF als auch der konkurrierende Verein Syrianska FC konnten in der höchsten Schwedischen Liga als Emigrantenmannschaften auflaufen, sich aber beide nicht längerfristig etablieren.